# Regions de Nova Zelanda
Les regions són la divisió principal del govern local de Nova Zelanda. N'hi ha 16 en total; dotze són governades per un consell electe local i quatre per autoritats territorials.

## Llista de regions
| | Regió             | Capital          | Àrea (km²) | Població(2) | Codi ISO | Regions de Nova Zelanda |
| --- | ----------------- | ---------------- | ---------- | ----------- | -------- | ----------------------- |
| 1 | Northland         | Whangarei        | 13.941     | 194.600     | NZ-NTL   | Regions de Nova Zelanda |
| 2 | Auckland          | Auckland         | 16.140     | 1.717.500   | NZ-AUK   | Regions de Nova Zelanda |
| 3 | Waikato           | Hamilton         | 25.598     | 496.700     | NZ-WKO   | Regions de Nova Zelanda |
| 4 | Bay of Plenty     | Tauranga         | 12.447     | 337.300     | NZ-BOP   | Regions de Nova Zelanda |
| 5 | Gisborne (1)      | Gisborne         | 8.351      | 50.700      | NZ-GIS   | Regions de Nova Zelanda |
| 6 | Hawke's Bay       | Napier           | 14.164     | 178.600     | NZ-HKB   | Regions de Nova Zelanda |
| 7 | Taranaki          | Nou Plymouth     | 7.273      | 124.600     | NZ-TKI   | Regions de Nova Zelanda |
| 8 | Manawatu-Wanganui | Palmerston North | 22.215     | 254.300     | NZ-MWT   | Regions de Nova Zelanda |
| 9 | Wellington        | Wellington       | 8.124      | 542.000     | NZ-WGN   | Regions de Nova Zelanda |
| 10 | Tasman (1)        | Richmond         | 56.400     | 46.500      | NZ-TAS   | Regions de Nova Zelanda |
| 11 | Nelson (1)        | Nelson           | 445        | 54.600      | NZ-NSN   | Regions de Nova Zelanda |
| 12 | Marlborough (1)   | Blenheim         | 12.484     | 50.200      | NZ-MBH   | Regions de Nova Zelanda |
| 13 | West Coast        | Greymouth        | 23.000     | 32.400      | NZ-WTC   | Regions de Nova Zelanda |
| 14 | Canterbury        | Christchurch     | 45.845     | 645.900     | NZ-CAN   | Regions de Nova Zelanda |
| 15 | Otago             | Dunedin          | 31.476     | 245.300     | NZ-OTA   | Regions de Nova Zelanda |
| 16 | Southland         | Invercargill     | 30.753     | 102.600     | NZ-STL   | Regions de Nova Zelanda |
| (1) Aquestes regions són «Unitary Authorities». (2) Població estimada el 2008 Statistics New Zealand. |                   |                  |            |             |          | Regions de Nova Zelanda |

## Territoris dependents
Nova Zelanda també té responsabilitat per afers exteriors dels territoris dependents de les Illes Cook i Niue i administra la dependència de Tokelau.
| Bandera    | Escut | Territori  | Capital | Àrea     | Població      | Estatus                              |
| ---------- | ----- | ---------- | ------- | -------- | ------------- | ------------------------------------ |
| Illes Cook |       | Illes Cook | Avarua  | 240 km²  | 17.434 (2016) | Estat lliure associat a Nova Zelanda |
| Niue       | Niue  | Niue       | Alofi   | 262 km²  | 1.612 (2016)  | Estat lliure associat a Nova Zelanda |
| Tokelau    | -     | Tokelau    | -       | 10.8 km² | 1.499 (2016)  | Territori                            |